# Atari VCS (consola de 2021)
El Atari VCS (Nombre código Atari Box) es una consola de videojuegos producida por Atari. El sistema fue revelado en junio de 2017, enviándose las primeras unidades en 2021 tras una campaña de micromecenazgo entre entusiastas. Cuenta con un diseño de estilo retro, pero con hardware moderno, está capacitada para jugar a juegos del Atari 2600 y del Atari 7800 vía emulación, así como tiene un catálogo de juegos propios que se han editado para otras plataformas como la PlayStation 5. La Atari VCS ofrece un sistema operativo Linux, que permite a los usuarios instalar otros juegos compatibles.

## Historia
Atari dejó el negocio del hardware en 1996, después de lanzar la videoconsola Atari Jaguar. Desde entonces, la compañía ha existido en varias formas, manteniendo los derechos de propiedad intelectual de la marca Atari y su software. Atari proveyó licencias para las varias consolas dedicadas Atari Flashback, pero nunca estuvo directamente implicado en su producción.
El concepto del Atari VCS vino de Feargal Mac Conuladh, quien se unió a Atari y se convirtió en supervisor general precisamente para supervisar el lanzamiento del Atari VCS. Conuladh dijo que se inspiró para crear la unidad al ver a jugadores conectando laptops a televisores para jugar juegos en la pantalla grande que no estaban disponibles para consolas, y a la vez usar la laptop para comunicarse con sus amigos vía redes sociales. Él también vio que el catálogo de juegos de Atari tenía una buena cantidad de reconocimiento de la marca. El objetivo de su diseño era dar nostalgia por las viejas consolas de Atari y hacer que los jugadores puedan disfrutar de videojuegos indie sin poseer una computadora personal. El fabricante de procesadores AMD proveyó componentes personalizados para la consola. Aunque Atari hizo la mayoría de las decisiones con respecto al hardware de la unidad, ellos estuvieron abiertos a sugerencias de los fanes en relación con la estética y otras características visuales.
La consola, con su rendimiento actual, funcionaría como una clase de híbrido entre una videoconsola de sobremesa y una computadora personal, dos campos en los que Atari ha operado previamente. Conuladh aprendió lecciones del fracaso comercial de Ouya, una microconsola similar financiada masivamente. Una fue utilizar directamente el sistema operativo Linux, en lugar de la versión limitada ofrecida a través de Android, así como proveer más capacidades y un sistema más abierto a desarrolladores y usuarios. Conuladh no quiso restringir lo que los usuarios podrían instalar en el dispositivo; aunque el sistema operativo de la unidad tendrá una tienda, él quiere que los usuarios puedan añadir software por todos los medios posibles. Conuladh también quiere apartarse de los problemas encontrados por Valve Corporation en sus Steam Machines,  las cuales proveían especificaciones mínimas de hardware que Valve pensó otros vendedores mejorarían, cosa que no sucedió. En lugar de ello, la configuración de hardware del  Atari VCS permanecerá estática, y será controlada por Atari.

### Presentación
Atari primero presentó el Atari VCS como AtariBox en junio de 2017 durante el E3, mostrando imágenes del dispositivo pero sin anunciar sus especificaciones técnicas. A esto le siguió el lanzamiento del NES Classic Edition de Nintendo, una consola dedicada que soporta un cierto número de juegos del Nintendo Entertainment System preinstalados, y los periodistas pensaron que el Atari VCS fue desarrollado de la misma forma.
Información adicional de septiembre de 2017 proveyó más especificaciones técnicas y detalles del software, como el plan de usar Linux y ofrecer una plataforma abierta para la instalación de otro software compatible, así como la fecha de lanzamiento planeada para el segundo cuarto de 2018. Se cree que el precio rondará entre los 249 y 299 dólares, según la configuración. El anuncio también informó que el financiamiento de la unidad vendrá de una campaña de financiación en masa en Indiegogo, que fue lanzada a finales del 2017. Conuladh dijo que Indiegogo fue escogida para ayudar con las ventas internacionales y con el soporte de hardware, incluyendo una estrecha relación con Arrow Electronics, una compañía de componentes electrónicos que ha ayudado a proyectos pasados de la plataforma.
El inicio de la preventa de los sistemas estaba planeado para el 14 de diciembre de 2017, pero Atari anunció un retraso temporal ese día, afirmando que «está tomando más tiempo crear la plataforma y el ecosistema que la comunidad de Atari se merece».
Durante la Game Developers Conference de 2018, Atari anunció que la unidad se llamaría «Atari VCS».
En marzo de 2019, Atari anunció que retrasarían el lanzamiento de la VCS al final de ese año y anunció que el sistema se actualizaría con un procesador AMD Ryzen de 14 nanómetros con gráficos Radeon Vega y dos núcleos Zen. El nuevo procesador de AMD soporta reproducción de vídeo a 4K nativo con un moderno HDCP, y Ethernet incluido.
En julio de 2019, Atari anunció que proporcionarían más información sobre la producción del producto y los juegos disponibles para el sistema durante ese verano. Al final del verano, no se mostró públicamente ninguna versión funcional de la VCS, ni detalle de los juegos previstos.
El 4 de octubre de 2019, Rob Wyatt informó de que se desvinculaba del proyecto, en una nota enviada a The Register. Wyatt citó la falta de pago por parte de Atari como la razón principal de su ida. A la luz de estas noticias, muchos de los patrocinadores en la campaña de Indiegogo preguntaron en la página del proyecto de los foros de Reddit sobre cuál era su estado, pero Atari eliminó esos mensajes. En abril de 2020, Wyatt se quereyó contra Atari para recuperar el pago por el trabajo de su diseño.
El director de operaciones de la Atari VCS, Michael Arzt, indicó en diciembre de 2019 que se encontraban en los pasos finales de la preproducción de la unidad, con planes para enviar la consola a los que la habían reservado en marzo de 2020, antes que las unidades enviadas para la venta mayorista. Arzt explicó que la falta de comunicación del año anterior fue debida a las limitaciones impuestas por los contratos con sus socios tecnológicos, pero prometió que intentarían proporcionar más novedades de forma regular, a partir de ahora.
La consola se volvió a retrasar de nuevo en marzo, debido a la pandemia del COVID-19. Atari mostró un avance de la producción el 20 de marzo, cuando dijeron que habían recibido suficiente material como para fabricar las primeras 500 unidades de la 500 Atari VCS. Sin embargo, la mayor parte de estas unidades se remarcaron como kits de desarrollo para los desarrolladores.

## Hardware
Atari no ha anunciado las especificaciones exactas del Atari VCS, pero afirma que estará basado en un procesador central personalizado AMD, y que usará tecnología de procesamiento gráfico Radeon. Fotografías de la unidad publicadas en julio de 2017 muestran puertos HDMI y USB, un puerto Ethernet y una ranura para tarjeta SD. Las fotografías también muestran un gran parecido con la Atari 2600, con una carcasa negra y una placa frontal decorada como madera, aunque tendrá la mitad del tamaño de la original.
Conuladh dice que ellos creen que el hardware puede comparase con una computadora personal de gama media de 2017, lo suficientemente poderosa como para soportar la mayoría de los juegos, pero no para los videojuegos con grandes requerimientos.
La consola incluirá un joystick clásico, basado en el diseño de un botón del Atari CX40, añadiendo únicamente botones para acceder a los menús del aparato. Un «control moderno» cuenta con las características típicas de los mandos de las videoconsolas modernas (es decir, gatillos, joysticks, etcétera).
En el apartado de Hardware encontramos lo siguiente:
- CPU AMD Ryzen Embedded R1606G
- GPU AMD Radeon Vega 3
- 4 GB de RAM(ampliable a 32 GB)
- Almacenamiento 32 GB eMMC + USB / Almacenamiento en Nube (Por Suscripción)
- Conectividad con Wi-fi 802.11 ac Doble Banda, Bluetooth 4.0, Gigabit Ethernet RJ-45
- HDMI 2.0, 4 Puertos USB 3.1 (2 Al frente y 2 posteriores)
- Puerto para instalar una Unidad SSD M.2
- Controles: Joystick Clásico y Control Moderno (se conectan por Bluetooth) También es compatible con teclado y ratón tanto alámbricos como inalámbricos (útiles para PC Mode)[18]

## Software
El Atari VCS posee un sistema operativo Linux. El software está diseñado específicamente para permitir a los usuarios instalar otras aplicaciones compatibles, además de los juegos preinstalados. Otras aplicaciones que pueden ser instaladas son aplicaciones de streaming, reproductores de música y navegadores web.
De igual manera, al ser un sistema basado en x86-64, es prácticamente un PC con características de un sistema tipo HTPC así como una Smart Box similar a Roku, se podrá ampliar y escalar su almacenamiento a través de una ranura de expansión para discos de estado sólido SSD de tipo M2, pudiendo instalar dentro del SSD interno, Windows 10, Ubuntu y otros sistemas basados en x86, pudiendo obtener una PC de potencia moderada para tareas cotidianas y hasta cierto punto gaming, sin limitarse a la opción brindada por atari. De manera que es una suerte de resurgimiento de concepto de computadora multiusos similar a las Atari 65XE de los años 80s. Así como el poder también ocupar el arranque por USB para usar distros Linux en USB así como la alternativa de Windows To Go. Demostrando, que Atari aún mantiene la filosofía de una máquina multiusos con su PC Mode, tanto con instalación en unidad interna como en USB.
Atari ha afirmado que la unidad será lanzada con «montones de juegos clásicos de Atari preinstalados, y títulos recientes de diversos estudios». Conuladh también dijo que habrán «cientos» de juegos de Atari, más otros juegos retro de otros catálogos.